# Alfred Vogt
Alfred Vogt (ur. 31 października 1879 w Menziken, zm. 10 grudnia 1943 w Zurychu) – szwajcarski lekarz okulista.
Studiował medycynę na Uniwersytecie Bazylejskim i otrzymał dyplom w 1904. Następnie specjalizował się z oftalmologii w Bazylei u Carla Mellingera (1858–1917), po czym założył własną praktykę w Turynie w 1906. W 1909 został głównym lekarzem w klinice ocznej kantonu Argowia w Aarau, w 1917 został profesorem nadzwyczajnym i dyrektorem uniwersyteckiej kliniki w Bazylei. W 1923 przyjął ofertę objęcia kliniki uniwersyteckiej w Zurychu, gdzie otrzymał również katedrę jako profesor zwyczajny.
Vogt zajmował się usprawnianiem techniki retinoskopii i chirurgicznego leczenia odwarstwienia siatkówki. Wprowadził cyklodiatermię do leczenia jaskry. W 1921 opublikował trzytomowy podręcznik okulistyki. Otrzymał prestiżowe medale Dondersa i Gullstranda za swoje osiągnięcia. Pod koniec życia poważnie chorował na nerki; jego syn zginął w lawinie w Alpach.

## Wybrane prace
- Damage to the Eye caused by Aniline Dye.
- Atlas der Spaltlampenmikroskopie des lebenden Auges. Berlin, J. Springer, 1921.
- Zur Heilung der Netzhautablösung mittels Ignipunktur des Risses. Schweizerische medizinische Wochenschrift, Bazylea, 1933, 63: 825-827.